# Yeghipatrush
Yeghipatrush (in armeno Եղիպատրուշ?, fino al 1945 Tanjrlu o Tamdzhirlu, dal 1945 al 1992 Mravyan o Mrravyan) è un comune dell'Armenia di 739 abitanti (2001) della provincia di Aragatsotn.
Durante il periodo sovietico, la cittadina cambiò nome in onore di Askanaz Mravyan, commissario culturale armeno. Possiede una chiesa risalente al XIII secolo.

## Galleria d'immagini

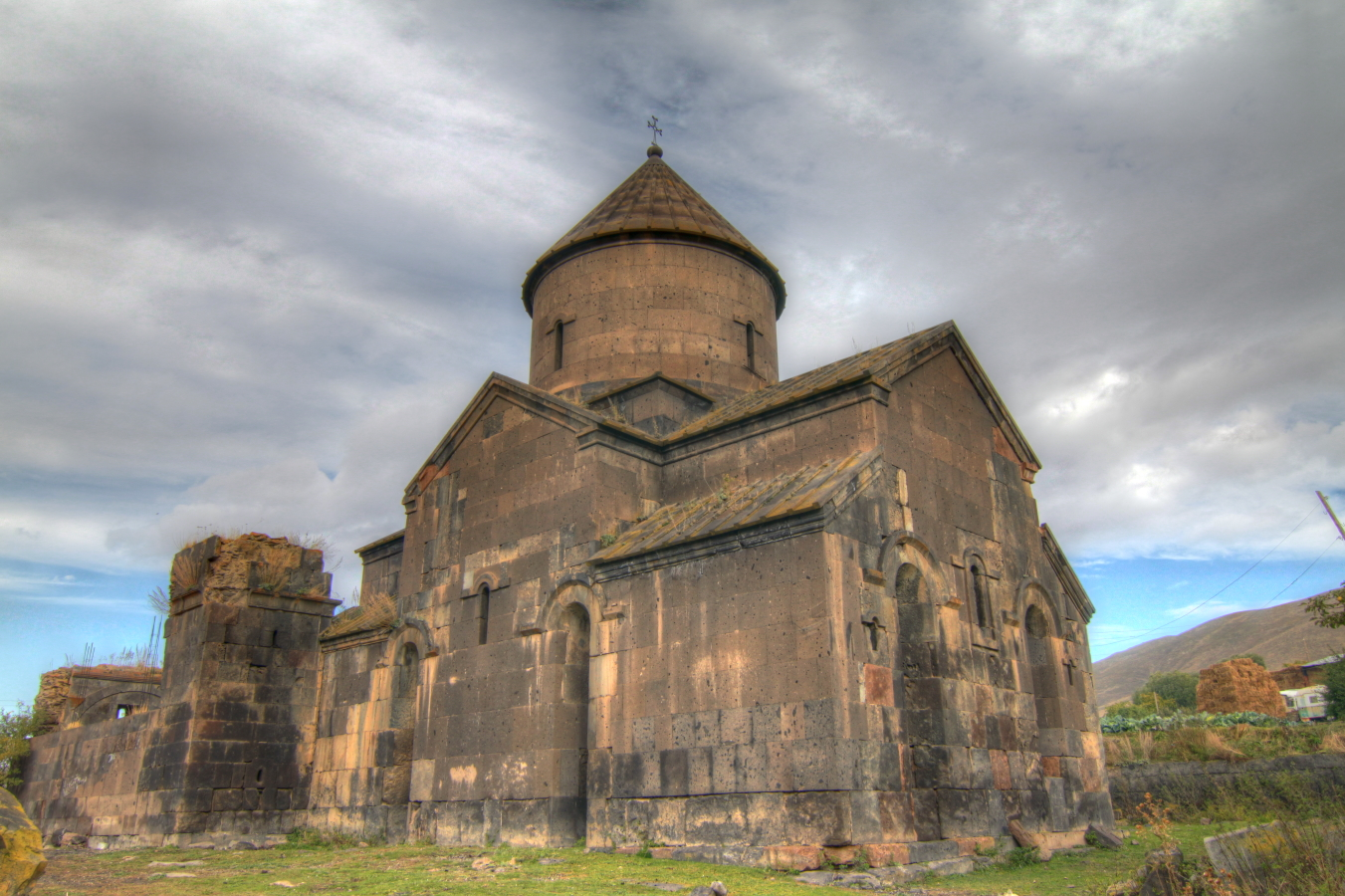
La chiesa di S. Astvatsatsin a Yeghipatrush